# Tití de mantell blanc
El tití de mantell blanc (Plecturocebus pallescens) és una espècie de primat platirrí originari de Sud-amèrica, on viu al sud de Bolívia, el sud-oest del Brasil i el nord del Paraguai. Com tots els titís, és un primat petit que pot pesar entre 800 i 1.300 grams. La seva dieta es basa en fruita, fulles, insectes i llavors. Forma parelles monògames que ocupen un determinat territori.